# Millennium bim
Millennium Banco Internacional de Moçambique S.A., més conegut com a Millennium bim, és un dels principals bancs de Moçambic. L'accionista majoritari és el banc portuguès Millennium BCP.

## Història
Arran de la transformació de Moçambic a una economia de lliure mercat a principis de 1990 el govern de Moçambic va decidir obrir el mercat a les institucions financeres privades. Fins llavors el banc central Banc de Moçambic era l'única institució financera al país. En una associació del banc central moçambiquès amb el Banco Comercial Português (BCP) el 30 de novembre de 1995 es va crear una nova institució anomenada "Banc Internacional de Moçambic". Tant l'Estat com el BCP tenia accions al banc.
El 2001, el Banc Internacional de Moçambic es va fusionar amb el Banco Comercial de Moçambique i esdevingué el banc més gran de Moçambic. El 2006 el Banc canvià completament el nom a "Millennium bim" pel nou nom de l'accionista portuguès (Millenium BCP). Actualment José Reino da Costa és el CEO de la companyia.

## Oficines i sucursals

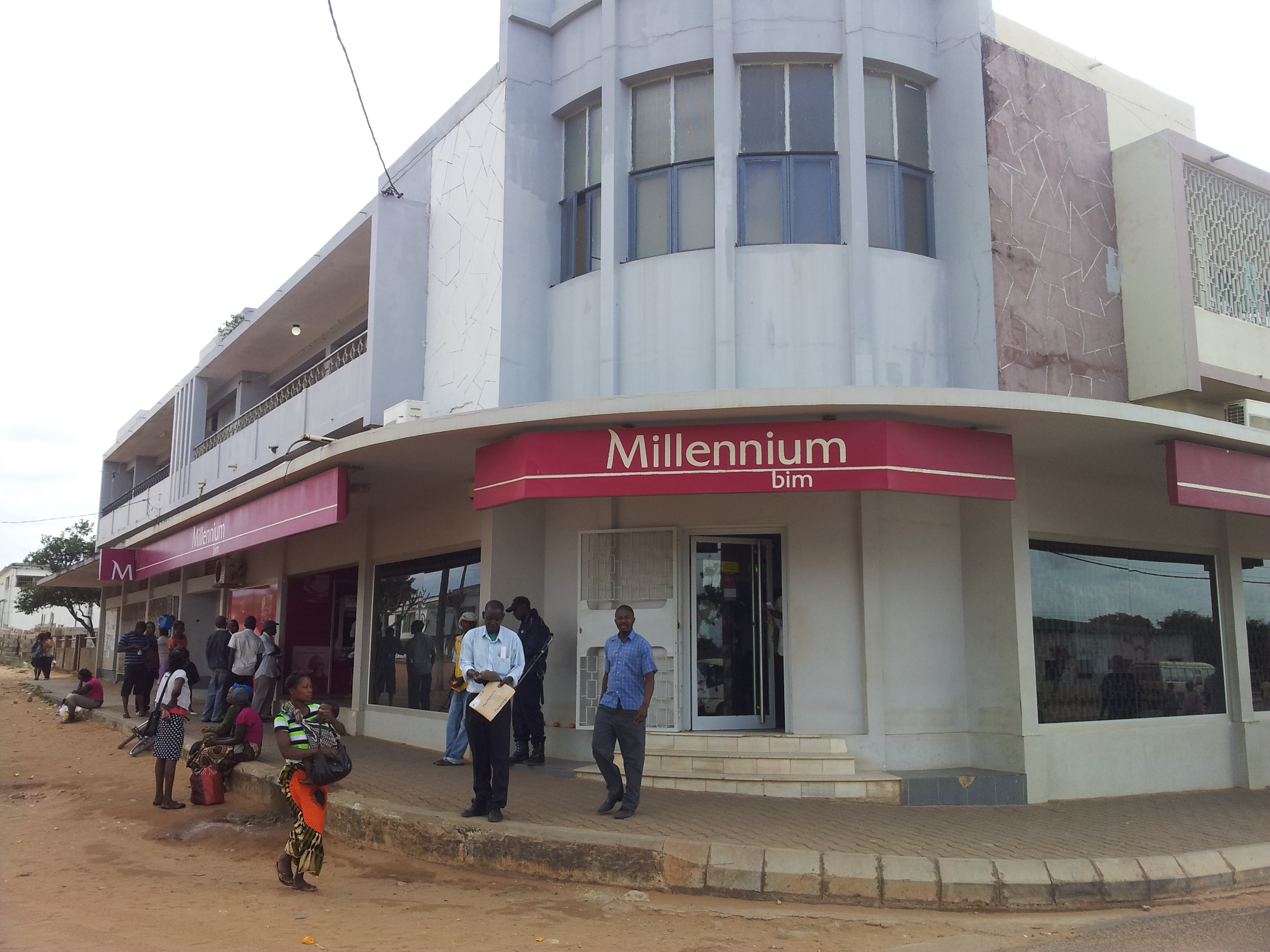
Petita oficina rural a Massinga (Província d'Inhambane)

Millenium bim té la seu a la capital de Moçambic, Maputo, a una gran torre de 25 plantes coneguda com a "Torre millenium bim", però té una altra seu al nou districte de negocis de Maputo, a la Rua dos Desportistas.
Millennium bim és el banc amb la major xarxa de sucursals a Moçambic després del Banco Comercial e de Investimentos. A principis de 2016 el bant tenia 1,5 milions de clients, 169 sucursals i 458 caixers automàtics. En molts districtes de Moçambic Millenium bim és sovint l'únic banc a la regió. És el líder del mercat bancari amb més del 30 per cent del mercat en les àrees d'estalvi, préstecs i actius. En l'actualitat, només el 20 per cent de la població de Moçambic mai ha utilitzant un compte (enfocat a la regió de Maputo). L'objectiu del Banc és tenir presència a tots els 151 districtes de Moçambic.
A causa de la debilitat de la infraestructura (les filials només es poden edificar en llocs amb carreteres pavimentades i connexió a la xarxa) el banc ha desenvolupat altres formes de serveis financers. Basant-se en el sistema M-Pesa desenvolupat a l'Àfrica oriental pot comptar amb transaccions realitzades a través de SMS sobre el sistema "IZI" del propi banc. En 2015 el Banc també va anunciar que disposava d'assessors de banca mòbil, i a finals de 2016 posaren al servei de la població moçambiquesa uns 500 consultors de banca mòbil. També des de 2016 una col·laboració amb l'empresa de correus estatal Correios de Moçambique ofereix serveis de Millennium bim a totes les oficines de correus. A canvi, el banc ha rehabilitat més de 120 oficines de correu, de les quals només 30 són funcionals.

## Accionistes
El major accionista del banc és l'empresa matriu portuguesa Millenium BCP amb el 66,69 %. L'Estat moçambiquès posseeix el 17,12 % de manera directa, i a través de l'Instituto Nacional de Segurança Social una altra 4,95. La companyia d'assegurances de Moçambic Emose posseeix un 4,15 % del banc.

## Enllaços extens
- Web oficial Arxivat 2017-02-06 a Wayback Machine.